# Helmut Bellingrodt
 Helmut Ernesto Bellingrodt Wolf (ur. 10 lipca 1949) – kolumbijski strzelec sportowy. Dwukrotny medalista olimpijski.
Specjalizował się w karabinku małokalibrowym. Brał udział w trzech igrzyskach (IO 72, IO 76, IO 84), na dwóch zdobywał srebrne medale w konkurencji ruchoma tarcza z sylwetką „biegnącego dzika” (50 m). Jego medal z 1972 jest pierwszym srebrem olimpijskim dla Kolumbii. Dwanaście lat później ponownie zdobył srebro i został pierwszym kolumbijskim sportowcem z dwoma medalami olimpijskimi w dorobku. W 1974 został mistrzem świata w tej konkurencji (z rekordem globu), w 1975 był drugi, a w 1973 trzeci.
Jego bracia Hanspeter i Horst także byli olimpijczykami w strzelectwie. W 1978 wspólnie byli trzeci na mistrzostwach świata w drużynie (członkiem drużyny był jeszcze Hernando Barrientos).